# Banner Zoltán
Banner Zoltán (Szatmár, 1932. július 12. –) művészettörténész, író, előadóművész.

## Életútja
Középiskolai tanulmányait szülővárosában végezte (1951), bölcsészdiplomáját a kolozsvári Bolyai Tudományegyetem történelem-filozófia tanszékén 1955-ben szerezte. 1958 és 1987 között a kolozsvári Utunk irodalmi-művészeti hetilap művészeti rovatvezetője.
1988-ban áttelepült Magyarországra. 1999-ig főmuzeológusként dolgozott a békéscsabai Munkácsy Mihály Múzeumban, fő kutatási területe a 20. századi erdélyi festők művészete volt. 1994-től 1997-ig a békéscsabai Körösi Csoma Főiskola vizuális nevelési tanszékén volt tanszékvezető tanár.
Az Új Aurórát, majd 1991 óta a Sodrást szerkesztette.
Művészetszervezői tevékenysége kiemelkedő, mind Romániában, mind Magyarországon számos képzőművészeti kiállítást rendezett, művészeti katalógust szerkesztett; rádióban és televízióban is bemutatta, népszerűsítette az erdélyi 20. századi művészeti alkotásokat.
Egyes művészettörténeti tanulmányait a Korunk, a pécsi Jelenkor és a budapesti Művészet közölte.
Mint szavalóművész az ausztráliai magyarok meghívására 1977 májusában két hónapos előadó körúton volt, úti benyomásairól szóló beszámolója előbb az Utunkban folytatásokban, 1979-ben Kié vagy Ausztrália? cím alatt könyv alakban is megjelent.

## Szervezeti tagságai
- Romániai Írószövetség
- Romániai Képzőművészek Szövetsége
- Romániai Előadóművészek Szövetsége
- Erdélyi Múzeum-Egyesület
- Barabás Miklós Céh (Kolozsvár)
- Magyar Írószövetség
- Magyar Képzőművészek és Iparművészek Szövetsége
- Magyar Alkotóművészek Országos Egyesülete
- Magyar Régészeti és Művészettörténeti Társaság
- Békés Megyei Körös Irodalmi Társaság (Békéscsaba)
- Békéstáji Művészeti Társaság

## Díjai, elismerései
- Kulturális Érdemrend (Románia, 1967 és 1981)
- Magyar könyvalapítvány pályázata I. díj (Budapest, 1994)
- Az év műkritikusa (MHB Táncsics Mihály Alapítványa, Budapest, 1995)
- Magyar Köztársasági Arany Érdemkereszt (2004)
- Szervátiusz Jenő-díj (2005)
- Móra Ferenc-díj (2007)[4]
- Díszoklevél (Szatmárnémeti városa, 2007)
- Bárka díj (2008)
- Elismerő oklevél (Békéscsaba Megyei Jogú Város Önkormányzat Közgyűlése, 2008)
- Érdemoklevél (Brassó Megyei Tanács Románia, 2008)
- Békéscsaba Kultúrájáért díj (Békéscsaba Megyei Jogú Város Önkormányzat Közgyűlése, 2011)
- Kriterion-koszorú (Kriterion Alapítvány, Csíkszereda, 2011)[5]
- A Magyar Érdemrend lovagkeresztje (2012)
- Gubcsi Lajos Ex Libris Díj (Magyar Művészetért Alapítvány, 2014)
- Reményik Sándor-díj (Reményik Sándor Művészstúdió Alapítvány, Kolozsvár, 2015)
- A Magyar Kultúra Lovagja (A Falvak Kultúrájáért Alapítvány, Budapest, 2018)
- Németh Lajos-díj (2022)
- A Magyar Érdemrend tisztikeresztje (2022)
- A Magyar Művészeti Akadémia Művészeti Írói Díja (2024)[6]

## Munkássága
Az Igaz Szóban arcképsorozata jelent meg Mohy Sándor, Ziffer Sándor, Nagy Albert, Florica Cordescu, Miklóssy Gábor, Alexandru Ciucurencu, Romulus Ladea, Csorvássy István, Mikola András művészetéről (1962-65).

### Főbb művei
- Andrei Mikola (Nagybánya, 1968) (románul)
- Albert Nagy (Meridiane Könyvkiadó, Bukarest, 1968) (románul)
- Aurel Popp (Raoul Şorbannal közösen, Meridiane Könyvkiadó, Bukarest, 1968) (románul)
- Mattis Teutsch (Meridiane Könyvkiadó, Bukarest, 1970) (románul)
- Mattis Teutsch (Kriterion Könyvkiadó, Bukarest, 1972)
- Mattis Teutsch (Kriterion Könyvkiadó, Bukarest, 1974) (németül)
- Csillagfaragók – esszé- és dokumentumkönyv az újjászülető erdélyi népi és naiv művészetről (Kriterion Könyvkiadó, Bukarest, 1972)
- Szervátiusz Jenő (Kriterion Könyvkiadó, Bukarest, 1976)
- Bordi András (Kriterion Könyvkiadó, Bukarest, 1978)
- Kié vagy Ausztrália? (Kriterion Kiadó, Bukarest, 1979)
- Kié vagy Ausztrália? (Megyei Könyvtár, Békéscsaba, 1989)
- Mohy Sándor (Kriterion Kiadó, Bukarest, 1982)
- Ólomharang (versek). (Kriterion Kiadó, Bukarest, 1982)
- Benczédi Sándor (Kriterion Kiadó, Bukarest, 1984)
- Erdélyi magyar művészet a XX. században (Képzőművészeti Kiadó, Budapest, 1990. (Németül és angolul külön-külön rezümé kötetként is.))
- Fuhrmann Károly (Kriterion Kiadó, Bukarest, 1991)
- Farkaslaki műhely – Jakab Zsigmond és Rozália (Pro Agricultura Hungariae alapítvány, Gödöllő, 1994)
- Teremtő önvédelem – Az erdélyi magyar naivok művészete (Héttorony Kiadó, Budapest, 1995)
- Nora Schütz Minorovics (Kner Nyomda, Gyomaendrőd, 1996) (magánkiadás, csak németül, új kiadás, 2005)
- Kulcsár Béla (Mentor Kiadó, Marosvásárhely, 1998)
- Leiter Artur (Simon Stúdió, Budapest, 1999) (magánkiadás)
- Gyergyószárhegyi alkotótábor 1974-1999 (A Hargita Megyei Önkormányzat kiadása, 1999)
- Gaál András (Pallas-Akadémia Könyvkiadó, Csíkszereda, Műterem-sorozat, 2000)
- Honti Antalról… (Kner Nyomda, Gyomaendrőd, 2000) (magánkiadás)
- A zerindi képtár – Rejtőzködő művészet (Literator Könyvkiadó, Nagyvárad, 2000)
- Edzés az öröklétre – versek (Békés Megyei Könyvtár – Körös Irodalmi Társaság, 2000)
- Antal Imre (A csángó festő) (A Károlyi Palota Kulturális Központ kiadása, Budapest, 2001)
- Kristófi János (Dürer Nyomda, Gyula, 2001) (magánkiadás)
- Haller József (Mentor Kiadó, Marosvásárhely, 2002)
- Vincellér-ének (versek) (Tevan Kiadó, Békéscsaba, 2002)
- A művészet törvénye: az újjászületés – Művészettörténeti vázlat Békés megyéről (Megyei Könyvtár, Békéscsaba, 2002)
- Szó, eszme, látvány – Válogatás erdélyi művészek írásaiból (Mentor Kiadó, Marosvásárhely, 2002)
- Erdős I. Pál (Szatmári Múzeum Kiadó, 2003)
- Gergely István (Pallas-Akadémia Kiadó, Csíkszereda, Műterem sorozat, 2003)
- Deák Beke Éva (Mozaik Kiadó, Szeged, 2003)
- Levelek Békésből / Letters from Békés County (Békéscsaba, Békés Megye Önkormányzata, 2004) (Rövidített változatban: magyar, angol, német, francia, szlovák, román és orosz nyelven)
- Korondi Jenő (Pallas-Akadémia Kiadó, Csíkszereda, Műterem sorozat, 2004)
- Csutak Levente (Pallas-Akadémia Kiadó, Csíkszereda, Műterem sorozat, 2005)
- Tóth László (Mentor Kiadó, Marosvásárhely, 2005)
- Albert László (Mentor Kiadó, Marosvásárhely, 2006)
- Örvendjetek némaság lovagjai! Pódiumnapló (Pallas-Akadémia Könyvkiadó, Csíkszereda, 2007) (Mellékletben: Petőfi a hídon CD)
- Vetró András (Pallas-Akadémia Kiadó, Csíkszereda, Műterem sorozat, 2007)
- Sz. Kovács Géza (Pallas Akadémia Kiadó, Csíkszereda, Műterem sorozat 2008)
- Pallos Sch. Jutta; Mentor, Marosvásárhely, 2008
- Török Erzsébet (Veres-Litera Kiadó, Székelyudvarhely, 2009)
- Gaál András (Pallas-Akadémia Kiadó, Csíkszereda, 2009)
- Márton Árpád (Pallas-Akadémia Kiadó, Csíkszereda, 2010)
- Kerekes György (Dr. Kerekes Attila magánkiadása, Békéscsaba, 2010)
- Feszt László (Mentor Könyvkiadó, Marosvásárhely, 2010)
- Olajos Béla (Csíkszereda Kiadóhivatal, Csíkszereda, 2010)
- Fazakas Tibor (Pallas-Akadémia Könyvkiadó, Műterem sorozat, Csíkszereda, 2010)
- Kákonyi Csilla (Pallas-Akadémia Kiadó, Csíkszereda, 2011)
- Ábrahám Jakab (Pallas-Akadémia Kiadó, Csíkszereda, Műterem sorozat, 2011)
- Árkossy István (Mentor Kiadó, Marosvásárhely, 2011)
- Hátra ne nézz! Válogatott versek és vidékük (Magyar Napló Kiadó, Budapest, Pallas-Akadémia Kiadó, Csíkszereda, 2012)
- Bodosi Dániel (Tortoma Kiadó, Barót, 2013)
- Péterfy László (Mentor Könyvkiadó, Marosvásárhely, 2014)
- Nagy Enikő – Egri László (Mentor Kiadó, Marosvásárhely, 2015)
- Képírás – képolvasás. Az erdélyi magyar művészetről (Pallas-Akadémia Könyvkiadó Csíkszereda, 2016)
- Szalai József (Bar/Typo Studio, Békéscsaba, 2016)
- Bardócz Lajos (Mentor Könyvek, Marosvásárhely, 2018)
- A cédrusfa hatalma. Az én magyar művészeti akadémiám; Magyar Napló–Mentor Könyvek, Budapest–Marosvásárhely, 2020
- Kádár Tibor; Mentor Könyvek, Marosvásárhely, 2021
- Születésnapomra; MMBKT, Békéscsaba, 2022 (Labor omnia vincit)
- Télikert. Versek; Írott Szó Alapítvány, Bp., 2022

### Előszók, jegyzetek, szerkesztései
- Mikola András: Színek és fények – emlékirat (Dacia Könyvkiadó, Kolozsvár, 1972)
- Szolnay Sándor: A világ legvégén – levél- és írásgyűjtemény (Dacia Könyvkiadó, Kolozsvár, 1973)
- Nagy Albert: Rózsikaédes – levél- és írásgyűjtemény (Dacia Könyvkiadó, Kolozsvár, 1975)
- Popp Aurél: Ez is élet volt... – emlékirat (Dacia Könyvkiadó, Kolozsvár, 1977)
- Márkos András: Válaszok ismeretlen kérdezőnek – cikkgyűjtemény (Dacia Könyvkiadó, Kolozsvár, 1980)
- Mohy Sándor: Műhelynapló (Dacia Könyvkiadó, Kolozsvár, 1981)
- Tűzkör – versek a szülőföldről (Kriterion Könyvkiadó, Bukarest, 1981)
- Barabás Miklós önéletrajza (Dacia Könyvkiadó, Kolozsvár, 1985)
- Csávossy György – Kusztos Endre: Erdélyi requiem – versek és rajzok (Pro Agricultura Hungariae alapítvány, Gödöllő, 1996)
- Bandi Dezső: Van-e még művészet falun? (Pro Agricultura Hungariae alapítvány, Gödöllő, 1996)
- Bartalis János: Jövök az időből (Brassói Lapok, Brassó, 2003)
- Olajos Váczy Magda: Mielőtt a köd leszáll (Csíkszereda Kiadóhivatal, Csíkszereda, 2010)
- A való világ álma. Szalai József művészete; szerk. Banner Zoltán, Aniszi Kálmán; 2. bőv. kiad.; BarTypo Studio, Békéscsaba, 2018

### Előadóestjei
- Életem a versben (Bartalis János versei, 1964)
- A rubincsőrű madár (Nicolae Labiș versei Kányádi Sándor fordításában, 1965)
- Fénylő szavak (Horváth Imre versei Papp Magda ének, László Ferenc illetve Dömös Árpád fuvola közreműködésével, 1966 (hanglemez: Ha egyszer hangod támad, 1979)
- Lucian Blaga – Dsida Jenő est (1967)
- Szarvasének (Bartók Béla emlékműsor többek közt Juhász Ferenc, Szilágyi Domokos verseivel, Buzás Pál zongoraművész közreműködésével, 1970)
- Petőfi a hídon (1972, hanglemezen is megjelent)
- Lakoma (1975)
- Tűzkör (1980)
- Hajnaltájt Arany Jánossal (1982, 1989-től Rendületlenül címmel)
- Az én repülőgépem (1984)
- Psalmus Hungaricus (1995)

### Filmes közreműködései
- Csillagot álmodók – 8 x 30 perces filmsorozat az élő erdélyi népművészetről (forgatókönyv és műsorvezetés, Duna TV, 2003. júl. – aug.)
- Aradi Golgota – magyar dokumentumfilm (szövegíró és műsorvezető, Duna TV, 2004)
- Idézetek a Bibliából – A Biblia éve (1-41. rész, Duna TV, 2008)

## Vele készült jelentősebb interjúk
- Tálentum – a Duna Televízió portréfilmje a 70 éves Banner Zoltánról (2003. január)
- Lélek Boulevard – Beszélgetés Banner Zoltánnal (Duna TV, 2011)
- Arcvonások – Rádió-interjú Banner Zoltánnal (MR1, 2012)
- Karcolat – Perjés Klára beszélgetése a 85 éves Banner Zoltánnal (Karc FM Rádió, 2017. augusztus 31.)
- Esti séta – Veres Emese Gyöngyvér beszélgetése a 85 éves Banner Zoltánnal (Kossuth Rádió, 2017. szeptember 9.)